# 1090 هـ
ألف وتسعون 1090 هـ هي سنة في التقويم الهجري إمتدت مقابلةً في التقويم الميلادي بين سنتي 1679 و1680.

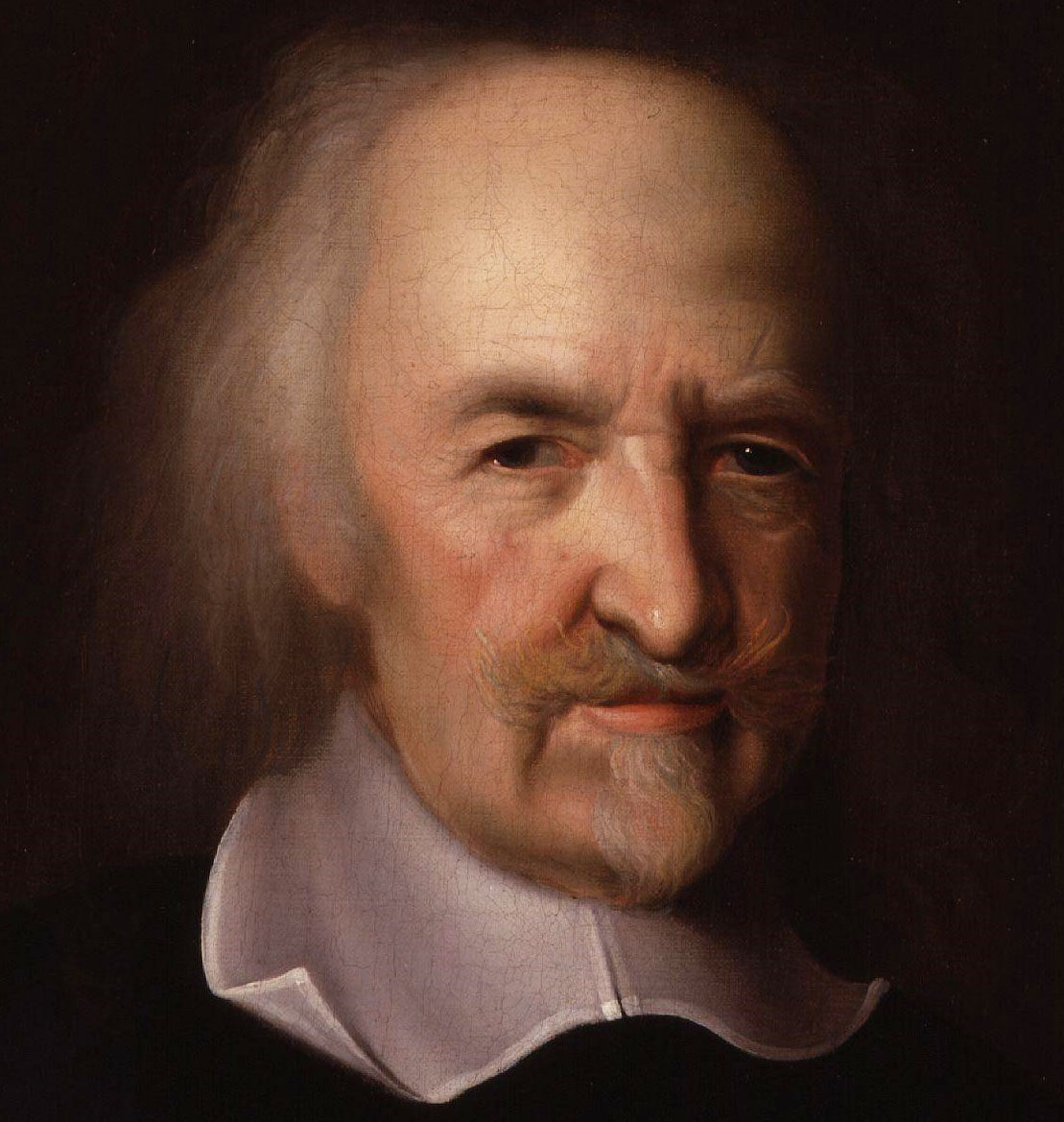
توماس هوبز

## مواليد
- الإمام محمد بن سعود بن محمد بن مقرن آل سعود.
- السجلماسي اللمطي

## وفيات
- الفيض الكاشاني
- توماس هوبز